# История синтоизма

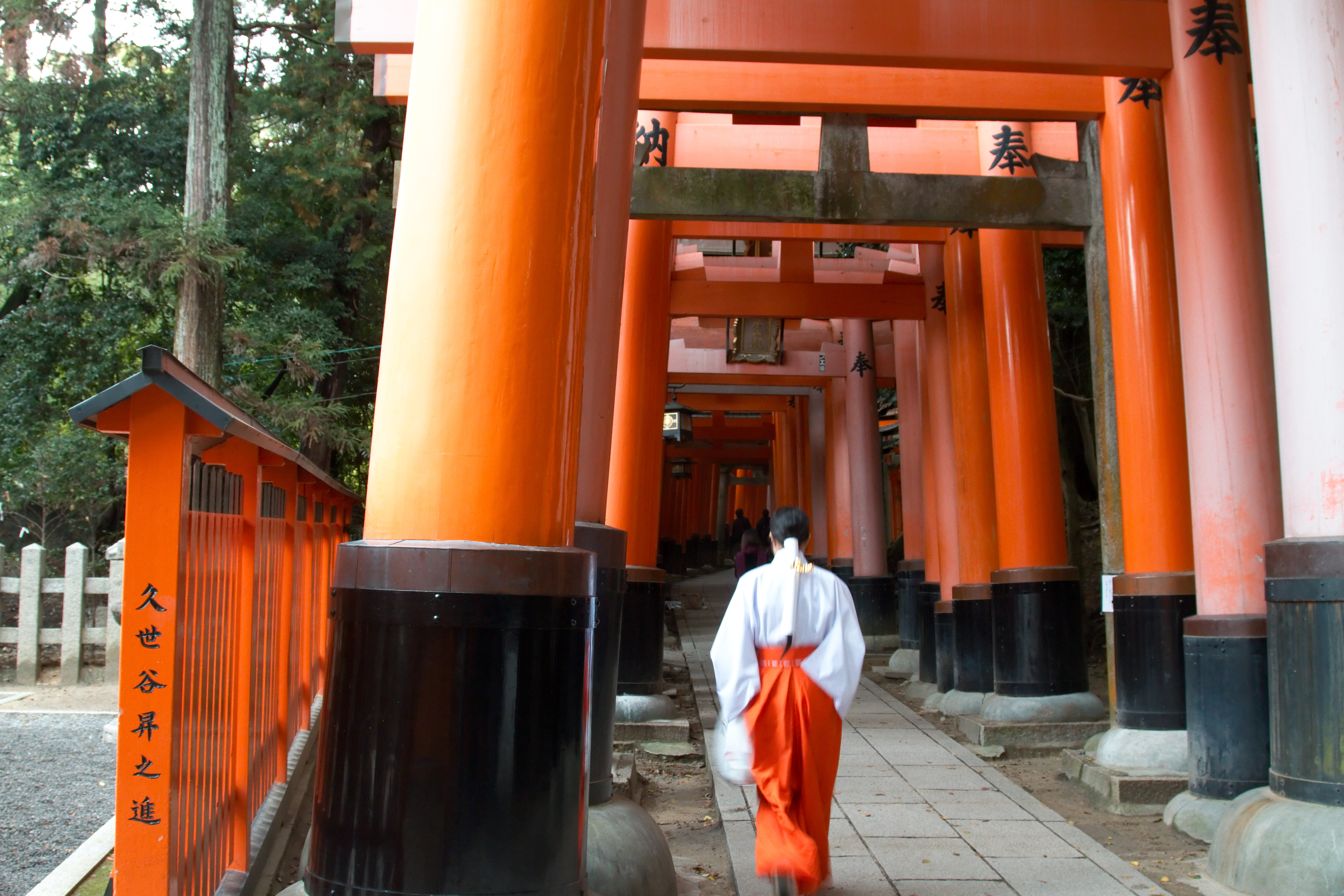
Мико проходит через ворота тории, за которыми находится синтоистский храм

Исто́рия синтои́зма берёт своё начало в период Яёй (III век до н. э.—III век), когда в Японии появились первые признаки поклонения ками. Религия испытала в своём развитии значительное влияние со стороны буддизма после его проникновения в Японию в районе VI века н. э. Порой буддистские храмы строились вплотную с синтоистскими, появлялось множество синкретических учений, объединявших синтоистскую и буддийскую традиции. В своём дальнейшем развитии синтоизм испытал влияние идей кокугаку, которые провозглашали уникальность и превосходящее положение японской культуры. Для этого сторонники движения изучали синтоизм, пытаясь сделать его частью национального возрождения. Идеи кокугаку были применены на практике после реставрации Мэйдзи, когда синтоизм некоторое время был частью официальной идеологии, при помощи которой правительство пыталось объединить народ под единой верой.

## Зарождение

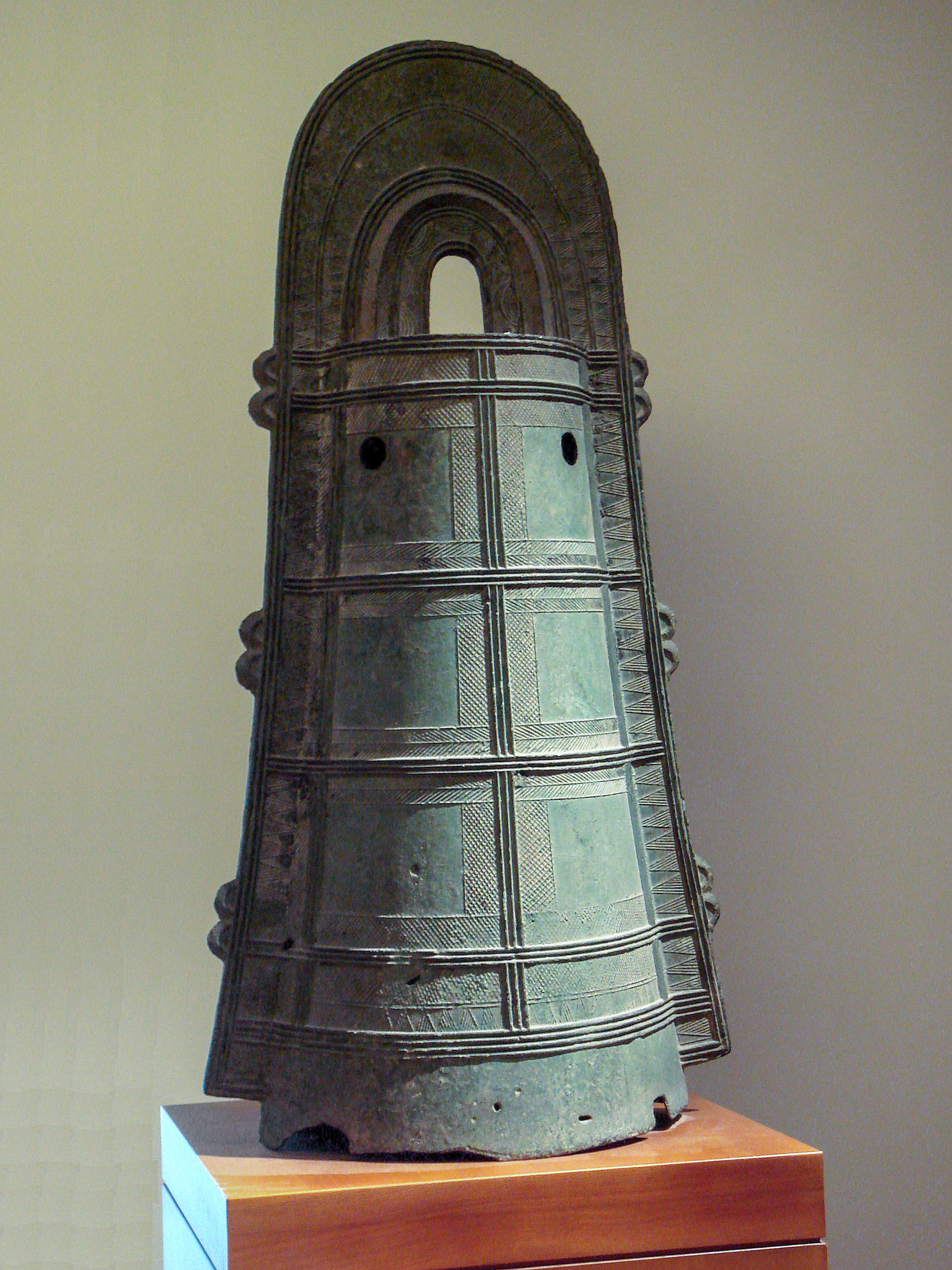
Бронзовый колокол дотаку III века н. э., который мог играть большое значение в ранней религии синто

### Ранняя религиозная жизнь японцев (III век до н. э.—V век)
Принято считать, что синтоизм зародился в период Яёй (III век до н. э.—III век), когда стали появляться первые ритуальные предметы и священные места, связанные с поклонением ками. В ритуалах этого периода использовались такие предметы, как бронзовые колокола дотаку, нефритовые украшения магатама, выполненные в форме запятой, и прочие. Историк Хелен Хардекер предполагает, что драгоценности и дотаку, которые находили в большом количестве рядом с местами поклонения, могли использоваться японцами, так как они считали, что блеск украшений и звук колокола привлекают внимание ками. Древние японцы создавали ограждённые ритуальные места, в которые призывали ками. Предполагалось, что божество вселялось в какой-либо объект на этой территории, которым могло выступать дерево, водопад, животное и т. д. Такой объект называется ёрисиро. Когда люди ощущали пришествие божества, они проводили ритуалы плодородия. Место часто выбиралось рядом с источниками воды или в священной роще. В период Яёй религиозные практики были плотно связаны с культивацией риса. В этот период ками являются «бесформенными и невидимыми», как говорит Хардекер, поскольку никогда не изображаются в виде антропоморфных существ. В китайской хронике III века «Сань-го чжи» повествуется о правлении Химико, которая, как пишется, практиковала некий «путь духа». После начала своего правления она удалилась от общества, чтобы проводить ритуалы, благодаря чему вокруг правительницы создавалась аура неизвестности. Предполагается, что, уединившись, она общалась с духами. В V—VI веках социальная иерархия японцев характеризовалась родовыми общинами удзи, которыми был заселён весь японский архипелаг. Глава удзи был как и политическим лидером, так и духовным. Вожди и приближённые к их ритуалам люди считались другими жителями поселений близкими к миру ками. Они проводили ритуалы в честь духов риса в своём доме, либо в месте хранения риса и семян. Многие поселения имели своего родового ками, называемого удзигами.

### Централизация синтоизма двором Ямато (V—VIII века)
Во второй половине V века в Японии начал набирать силу род Ямато. Лидеры двора Ямато занимались служением ками близ горы Мива, однако постепенно на смену этому локальному культу пришла потребность поклоняться ками войны и божеству Солнца. Узнавая о религиозных культах окружающих родов, Ямато шли к тому, чтобы упорядочить представления других японцев и привить их мифологии легенду о божественной генеалогии короля. Ещё в IV веке (согласно традиционной хронологии — в I веке до н. э.) центр политической власти Ямато переместился на север от Мива, а религиозный — на восток, в Исэ. Согласно Нихон сёки, государь Судзин боялся силы божеств (Аматэрасу и Ямато-но окуни митама), которым до тех пор поклонялись прямо во дворце, и поручил дочери служить им вне дворца. При его сыне, наконец, было найдено подходящее место для постоянного святилища и оно было воздвигнуто в Исэ. В начале VIII века в Японии была введена система права рицурё, построенная по китайскому образцу. Это ознаменовало жёсткую централизацию власти и религиозной жизни древних японцев. Законы государства содержались в сводах «Тайхо рицурё» и «Ёро рицурё», которые были составлены в разное время и содержали некоторые отличия друг от друга. Оригиналы документов не сохранились, однако многие фрагменты цитируются в других памятниках литературы. В свиток под названием «Дзингирё», раздел «Рицурё», включён перечень синтоистских ритуалов, официально закреплённых государством, и правила их отправления. Немалое внимание составителей уделяется сельскохозяйственным ритуалам. Также был создан Дзингикан («Министерство по делам ками») — государственный орган, занимавшийся регулированием поклонения ками. Был введён термин конся, которым обозначали наиболее важные святилища. Такие святилища заносились в специальные реестры Консятё. Работники Дзингикана лично занимались религиозными службами в этих храмах. Обозначенные как конся храмы не были возведены государством, а отбирались из уже существующих. Чётких критериев отбора не сохранилось. Именно религиозные представления двора Ямато, как считает Иноуэ Нобутака, стало отправной точкой для формирования у разрозненных рисоводческих поселений общей религиозной системы.

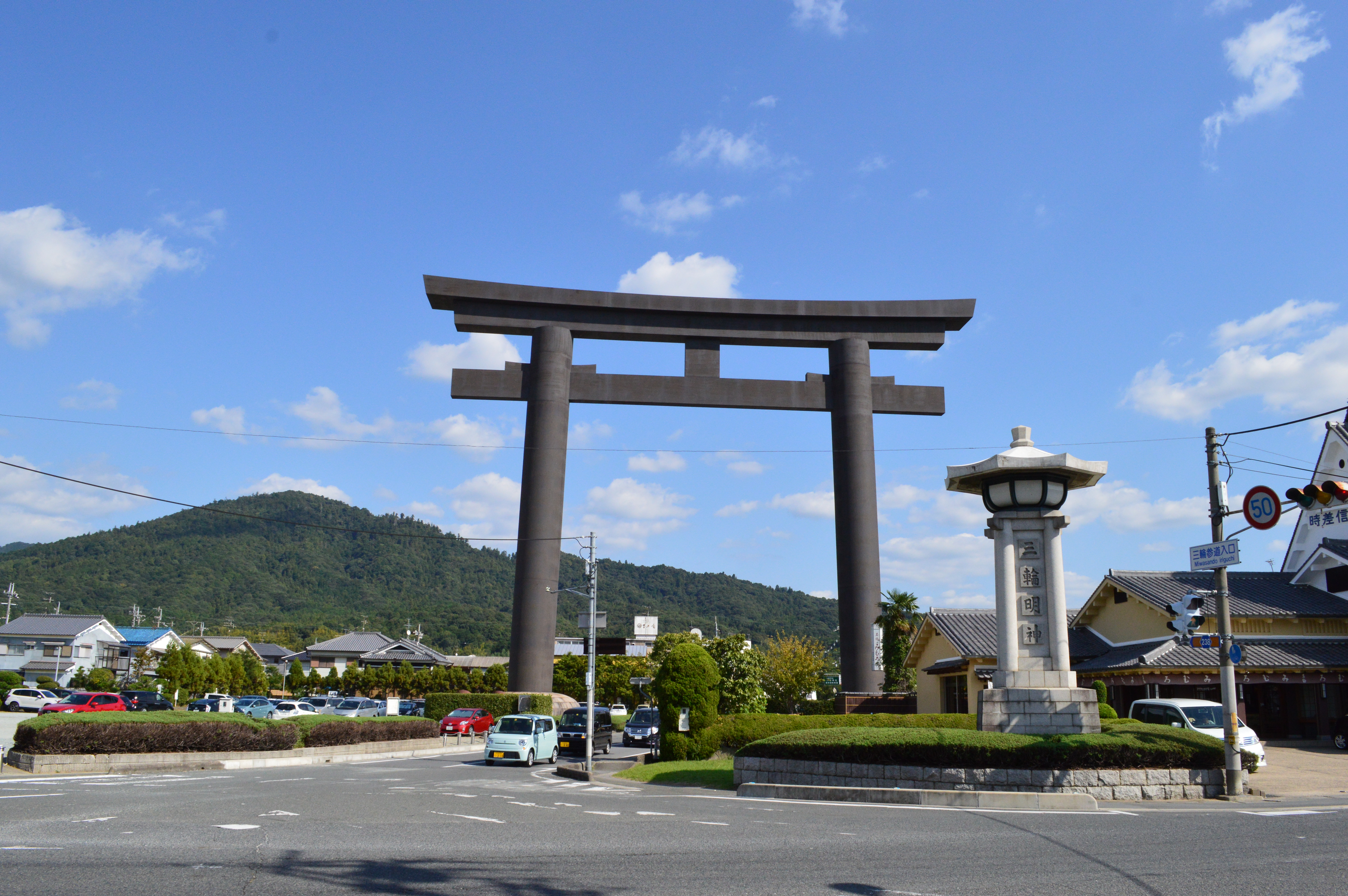
Вход в святилище Оомива-дзиндзя, за которым расстилается гора Мива — опорное место рода Ямато, объединившего Японию и её синтоистскую религию

В конце V века правитель Ямато Юряку вступил в брак со множеством дочерей лидеров союзных образований в надежде, что его наследники в будущем станут правителями этих территорий. Такие союзы влияли на обрядовые традиции соседей. По мере расширения границ Ямато на завоёванных территориях создавал храмы, посвящённые ками войны Омононуси, хотя ранее этому божеству поклонялись исключительно как покровителю урожаев. На момент властвования Юряку страна была практически полностью объединена под флагом Ямато. Важной для Ямато точкой являлась гавань на территории современного города Осака, которая вела до дальних островов Кюсю. Археологи обнаружили в ритуальных местах острова Окиносима, на котором расположен храм Мунаката-тайся, тысячи предметов, подаренных Ямато вплоть до X века. Ямато также участвовал в поклонении местным божествам, которым поклонялись кланы северных Кюсю. Правители желали заслужить расположение местных кланов для усиления связей с материковой Азией. Власть лидера Ямато к VI веку стала приобретать более выраженный религиозных характер: богиня солнца Аматэрасу, которой был посвящён храм Исэ на восточном склоне горы Мива, стала пониматься не как дух земли Ямато, но как всеобъемлющее божество, освещающее всё земное, а лидер государства — как существо с равносильной божественной силой. В том же веке родилась легенда об императоре Дзимму, который, как утверждается, покорил японские острова, и линия вождей Ямато начинается именно с него. Ссылаясь на эту легенду, Ямато провозгласил законность их властвования над остальными кланами и всеми японскими островами в целом. Указывая на связанную с Дзимму генеалогию, лидер государства тем самым связывал своё происхождение с небесными ками, от которых произошёл легендарный император. Некоторые служившие двору группы людей переформатировали свои собственные верования так, чтобы они не противоречили легендам власти. Следующий правитель Ямато, Кэйтай, ввёл обычай отправлять священников в отдалённые земли для согласования правил выполнения ритуалов по закреплённому властью образцу.

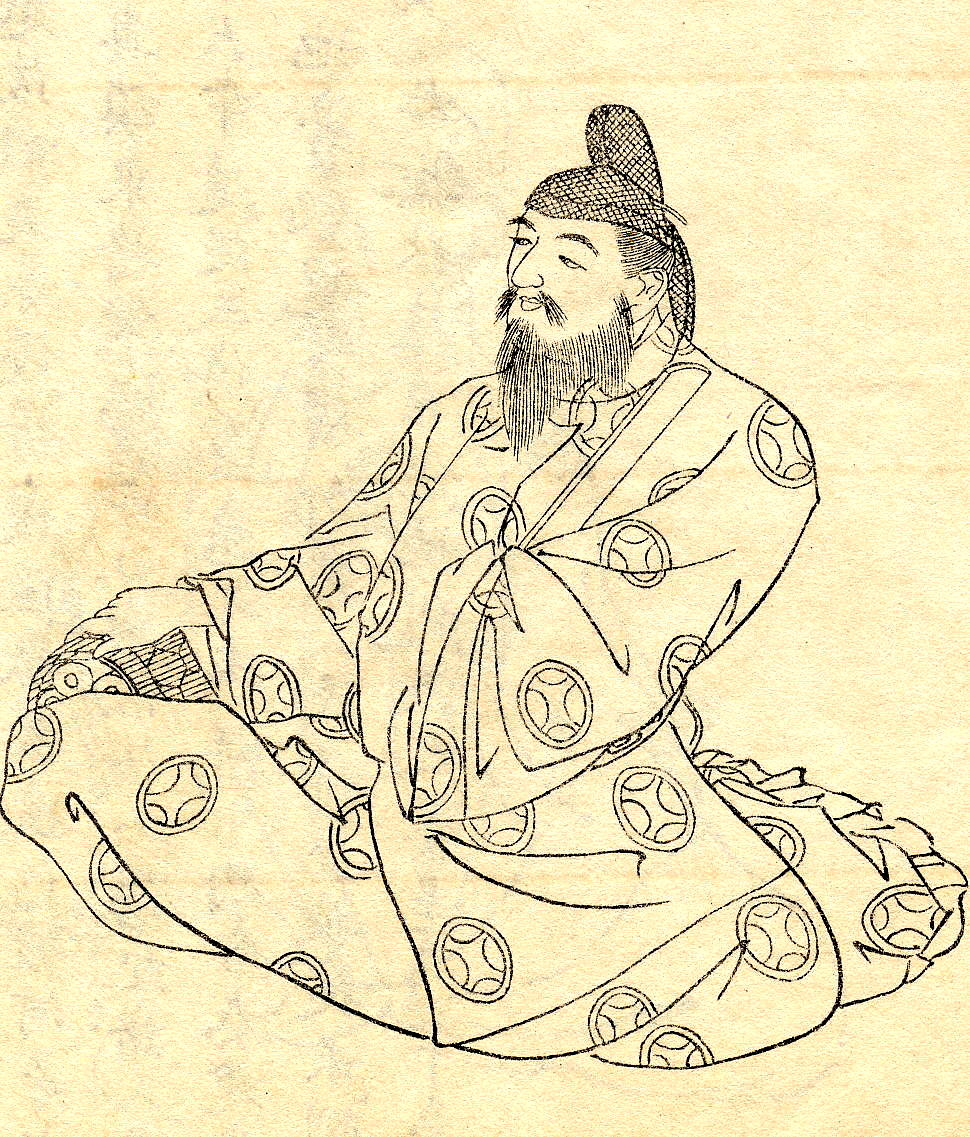
Портрет О-но Ясумаро, составителя государственной хроники «Кодзики»

Во времена правления императрицы Суйко была осуществлена попытка собрать исторические сведения о японских островах. Были созданы своды тэйки и кудзики: первые содержали сведения о датах правления всех японских императоров, основных достижениях, их отношении с предшествовавшим императором, потомстве, времени смерти и местонахождении могилы и дворца; кудзики содержали различные песни и сказки. Однако оба документа были уничтожены в 645 году во время ликвидации рода Сога. В ходе сражения за престол в 673 году к власти пришёл император Тэмму. Для легитимации своего правления и подтверждения отношения союзных родов к императорскому двору, он приказал придворному Хиэда-но Арэ запомнить генеалогические древа соседних родов и связанные с ними легенды. Позже эти сведения были записаны О-но Ясумаро, а результат работы представлен императрице Гэммэй в 712 году в виде манускрипта «Кодзики». Так, сказания, которые некогда передавались устно, впервые были закреплены в письменном документе. Произведение преимущественно повествовало о близлежащих ко двору кланах, оставляя традиции и божества периферийный кланов позади. Это вызывало у них негодование, что вылилось в создание своих собственных хроник.

## Средневековый синтоизм

### Синтоизм и буддизм (VI—XVI века)
Буддизм начал проникать в Японию в VI—VII веках. Как и синто, буддизм поддерживался правительством. Например, в 741 году при поддержке государства была открыта кокубун-дзи — сеть буддийских храмов, где возносились молитвы за процветание страны. Есть свидетельства о смешении буддизма и синтоизма ещё до появления теологического обоснования этого в эпоху Хэйан. Например, постройка бронзовой статуи Большого Будды в Наре в 745 году финансировалась синтоистским храмом Уса-дзингу. На территории храмовых комплексов синто стали размещать буддийские храмы, где проводились соответствующие обряды, буддийские сутры читались и непосредственно в синтоистских святилищах. В период Хэйан появились смешанные синто-буддийские учения, такие как санно-синто и рёбу синто, согласно которым первичны будды, а ками — это их японские воплощения. Рёбу-синто, например, рассматривало ками как проявления Вайрочаны — «будды, пронизывающего всю Вселенную». В целом, начиная с VIII века, синтоизм уходит на задний план для императорского двора и знати, но остаётся важной частью жизни для простых поселений.

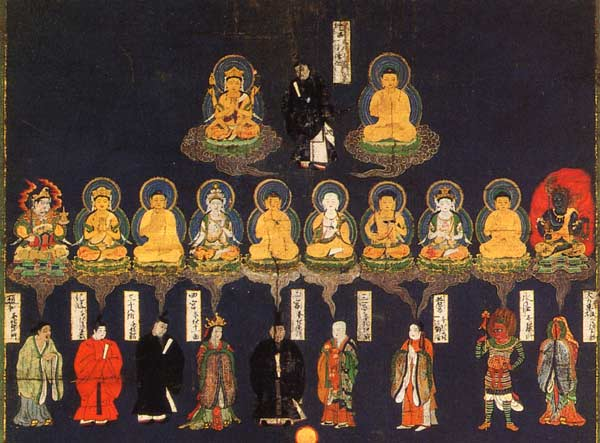
Мандала, изображающая будд и их эквивалент ками

Объединение буддизма и синтоизма демонстрирует концепция хондзи суйдзяку, согласно которой ками являлись воплощением будд и бодхисаттв. Даже во время реставрации Мейдзи, как утверждает Нил Макмаллин, правительство Японии политикой симбуцу бунри косвенно подтвердило продолжительное слияние будд и ками. В средневековой Японии нередко синтоистские ритуалы проводились в честь буддийских божеств, а буддийские — в честь ками. Многие буддийские священники, такие как известный монах школы тэндай по имени Эннин, поклонялись синтоистским божествам. Макмаллин утверждает, что опыт изучения ранней и средневековой японской литературы не позволяет утверждать, что традиции тогдашних синтоизма и буддизма, несмотря на их взаимное влияние, полностью сливались друг с другом. Исследователь предполагает, что в те времена религиозные общины Японии осознавали в первую очередь назначение того или иного ритуала, а не его отношение к какой-либо религиозной традиции. В результатом смешения религий в VII—X веках сформировалась синкретическая практика сюгэндо, адепты которой жили аскетами в горах и верили, что в результате аскезы и тайных ритуалов могут получить от горных ками сверхъестественные силы и достичь просветления.
Ко второй половине XII века относятся первые сочинения школы рёбу-синто. Школа пыталась объединить синтоизм с буддийской школой Сингон. Приверженцы рёбу-синто отождествляли внутреннее святилище Исэ-дзинздя (Найку) с буддийской мандалой Мира лона, а внешнее (Гэку) с мандалой Мира алмаза. Они также выдвигали мысль, что богиня Аматэрасу является воплощением будды Вайрочана. A. С. Бачурин отмечает, что вопрос о влиянии рёбу-синто на Исэ синто (также известное как Ватараи синто) является спорным, но, вероятно, Исэ синто стала развиваться под его влиянием, став затем отдельным учением. Исэ синто, начавшее развиваться в XIII веке в роду Ватараи, — потомственных священников внешнего святилища Исэ-дзингу, — ставило главной целью реформировать ритуальные практики Исэ, чтобы расширить круг прихожан и частных спонсоров, поскольку в условиях конкуренции со внутренним святилищем и иными религиозными центрами Гэку страдало от недостатка финансирования. Священники смогли адаптировать ритуал очищения хараи для обычных людей. Хотя Ватараи синто использовало некоторые буддийские, конфуцианские и даосские идеи, для них синтоистские божества выходили на передний план.
В XV веке начало развиваться сопротивление распространению буддизма; это движение связано в первую очередь с фигурой Канэтомо Ёсиды. Киото был разрушен Войной годов Онин (1467—1477), в ходе боёв пострадал Ёсида-дзиндзя, которым род Ёсиды управлял в течение многих поколений, начиная с IX века. Ёсида до разрушения служил в нём священником. В 1470—1480-х годах Канэтомо Ёсида создаёт учение, называемое Ёсида синто. Оно постулировало, что синтоистское божество Куни-но токотати-но микото является первоисточником всего сущего: буддистских и всех прочих божеств, в том числе и остальных ками. Ёсида также полагал, что будды являются воплощением ками, а все прочие религиозные учения, по его мнению, исходят из синтоизма. В 1489 году он пригласил императора Го-Цутимикадо, чтобы тот подтвердил священность предметов, которые Ёсида якобы обнаружил в ярком свете; вскоре после этого император стал сторонником Ёсида синто. Несмотря на противопоставление синто другим религиям, Ёсида синто эксплуатировала некоторые элементы даосизма, конфуцианства, а также буддизма со стороны школы рёбу-синто. Род Канэтомо Ёсиды оказывал большое влияние на синтоизм вплоть до XIX века: так, под покровительством Ёсида находилась большая часть синтоистских храмов. Независимыми оставались только наиболее крупные из них. Также род Ёсида занимался выдачей священникам разрешений на службу. В период Эдо японцы были обязаны закрепляться за буддийскими храмами, где также должны были проводить похоронные ритуалы по буддийским традициям. Семья Ёсида сформулировала погребальные обряды синтоизма, которые широко распространились к XVI веку и в период Эдо. Синтоисты были вдохновлены деятелями конфуцианства, которые первые стали прибегать к собственным ритуалам вместо буддийских. Позже синтоист Хосида Масаюки, даймё начала периода Эдо, был похоронен не в буддийском, но близком к конфуцианскому стиле.

### Конфуцианство и китайская философия (XVI—XVII века)

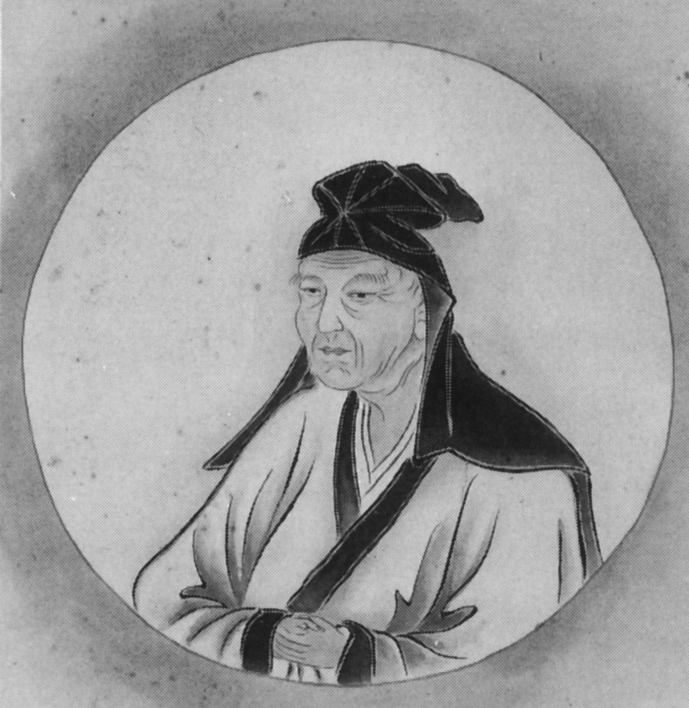
Портрет Хаяси Радзана на бумажном свитке, XVIII в.

До наступления средневековья японцы прибегали к конфуцианству, которое ложилось на их веру в ками, поскольку как таковое этическое учение, которое могло противоречить идеям конфуцианства, в синто отсутствовало. Начиная с XVI века в Японии начало появляться большое количество так называемых Дзюка синто — учений, призванных объединить синто и конфуцианство или признать обе традиции одним целым. Одним из сочинений на тему слияния конфуцианства и синтоизма является текст Кумадзавы Бандзана «Мива моногатари», выполненный в 8 свитках в XVII веке. Рассуждение построено в формате диалога между приверженцами буддизма, конфуцианства и синтоизма. Бандзан считал принципы китайского конфуцианства неподходящим для Японии и пытался приобщить их к синтоизму.
В ранний период правления Токугава конфуцианство стало важной частью религиозной жизни японцев. Книга Перемен, якобы написанная легендарным китайским императором Фу Си, стала основой учения как для конфуцианских школ Китая, так и для ряда других религиозных направлений, в том числе для некоторых синтоистов. Конфуцианцы пытались через эту книгу прийти к объединению двух религий. Первым такую попытку предпринял учёный раннего периода Токугава Хаяси Радзан. Перейдя из конфуцианства в синтоизм, он пытался встроить вторую религию в конфуцианскую традицию. Главной его работой стала книга «Синто дэндзю» (с яп. — «Передача синтоизма») (1648), где автор описывает историю синтоизма и рассматривает учения различных школ. Радзан приходит к выводу, что понять синтоизм можно исключительно через чтение конфуцианских и японских исторических текстов. Краеугольным камнем в изучении синто он считал Нихон сёки и Книгу Перемен. Он использовал теорию пяти элементов У-син философа Цзоу Янь, чтобы объяснить «эпоху богов». Также он сравнивал ками Куни-но токотати-но микото с Великим пределом. Хаяси Радзан в своём труде выдвинул две идеи: во-первых, перекладывая концепцию хондзи суйдзяку на конфуцианство, Радзан заявил, что многие ками и императорские регалии на самом деле пришли из Китая, а император Дзимму никто иной как китайский принц. Во-вторых, синтоизм и Книга Перемен «придерживаются числа восемь», что отражает «тайну мировой нумерологии». Радзан использовал гексаграмму 20 (созерцание), чтобы приравнять синтоизм к «пути китайских мудрецов». К гексаграммам в изучении синтоизма прибегали и другие конфуцианские деятели: Ямага Соко, Огю Сорай, Муро Кюсо.
Один из учеников Хаяси Радзана, известный конфуцианский учёный Ямага Соко, думал, что цель синтоизма и конфуцианства — управление государством. Вдохновившись творчеством Тикафусы Китабатакэ и «Нихон сёки», он называл Японию «Серединным государством» по аналогии с тем, как называли свою страну китайцы. Правящую династию Японии Соко также называл «серединной». Своё видение философ сформировал в сочинении «Правдивые данные о срединной династии». По мнению Стюарта Пикена, мысли Ямаги Соко повлияли на становление идеологии государственного синтоизма. В период Токугава жил исследователь дзен-буддизма Ансай Ямадзаки. Разочаровавшись в буддизме, Ямадзаки перешёл в неоконфуцианство, а затем стал приверженцем синто. Покинув священничество в 1646 году, он начал критиковать буддизм как ересь и пытался объединить синтоизм и конфуцианство. Одной из его концепций было уравнение божеств Идзанами и Идзанаги к инь и ян. Аналогичную идею выдвигал и Радзан. В конечном итоге Ямадзаки сформировал в синтоизме неоконфуцианскую школу мысли Суйка синто. Школа выступала строго против буддизма. Основным источником вдохновения стало учение китайского философа Чжу Си. Ямадзаки обожествлял Японию и правителя, подготавливая тем самым конфуцианство к политическим и социальным условиям периода Токугава. Он пытался объединить поклонение императору и поклонение ками. Особым почтением обладал текст Нихонго, через который приверженцы школы Суйка синто искали авторитет власти. Ансай Ямадзаки видел главной целью синтоизма, равно как и конфуцианства, воспитание моральных принципов и уважения подданных к императору.

## Синтоизм и японское государство (XVII—XX века)
Шотландский религиовед Стюарт Пикен выделяет в истории развития синтоизма две параллельные ветви: народная традиция и государственное признание. Так, в разное время японское государство поддерживало деятельность различных культов, не всегда соответствовавших популярным в народе верованиям, стараясь укрепить свою власть и социальный контроль. Своего пика государственное регулирование религии достигло во время реставрация Мэйдзи, когда синтоизм был признан официальной религией Японской империи. Власти следовали политике симбуцу бунри, строго отделявший буддийские ритуалы и святыни от синтоистских. Эту эпоху принято называть «государственным синтоизмом». Религия была отделена от государства после поражения Японии во Второй мировой войне; начиная с 1946 года синтоистскими святынями руководит независимая «Ассоциация синтоистских храмов».

### Идеи кокугаку

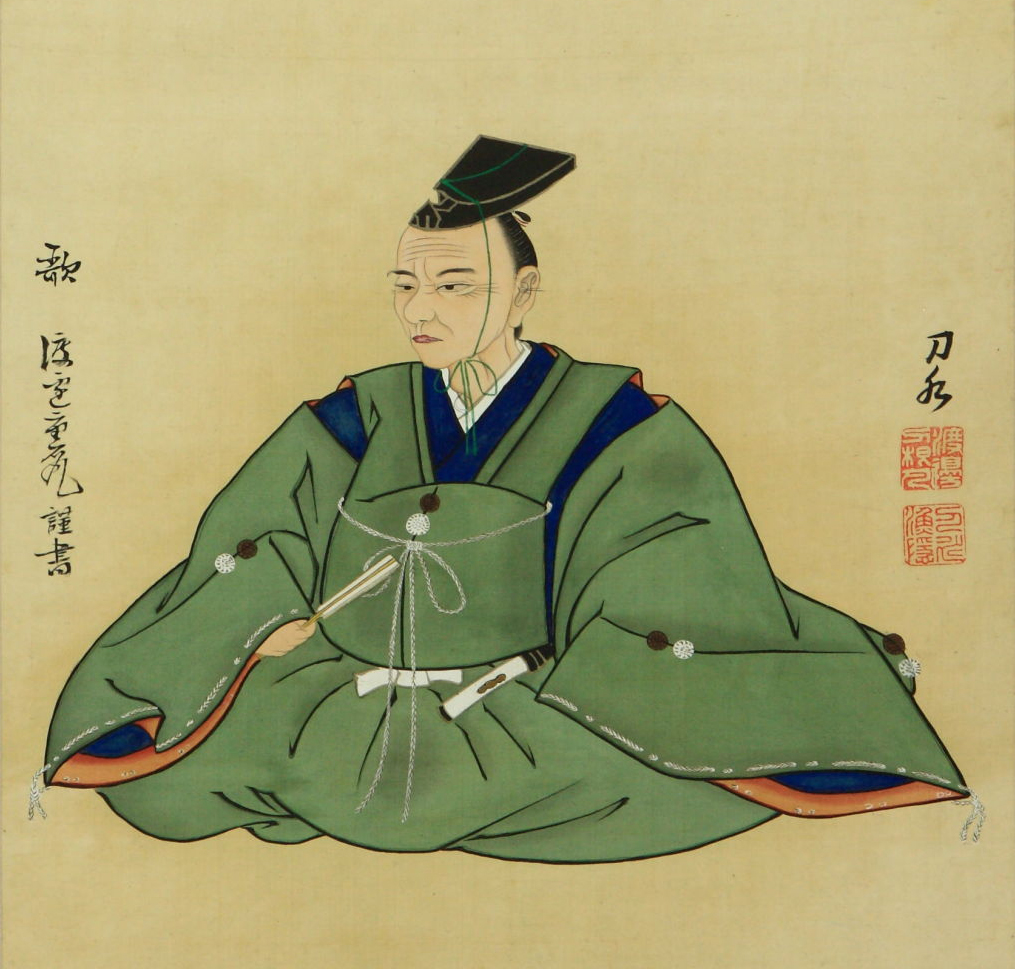
Изображение Хираты Ацутанэ, выполненное неизвестным художником, XVIII в.

Важной для становления государственного синтоизма школой мысли являлось движение кокугаку (яп. 国学 национальная наука), которое зародилось в XVII веке. Его идеологи выдвигали мысли об исключительности японской культуры, главной целью кокугаку был поиск и сохранение элементов, присущих только культуре Японии. С этой целью они приводили филологический анализ древних японских текстов, таких как «Кодзики» и «Манъёсю», стараясь понять с их помощью японское мышление и коренную традицию. Одним из краеугольных камней японской духовной жизни признавалось синто, которое, однако, должно было предстать в его древней форме, освободиться от влияний со стороны других религий. Для кокугаку синто было уникальной традицией. Мыслители замечали, что синтоизм того времени был сильно зависим от сторонних религий. Ранним сподвижником течения выступил Камо Мабути, который пытался сформулировать мировоззрение древних японцев до прихода в страну буддизма и конфуцианства. Комментарии Мабути к «Манъёсю» оказали влияние на будущего последователя кокугаку Мотоори Норинага. Норинага уделял наибольшее внимание исследованию текста «Кодзики», который считал священной книгой и толковал описанные в нём мифы буквально. На своё исследование он потратил тридцать лет своей жизни, а результатом его работы стала книга «Кодзикидэ» — комментарии к «Кодзики». Норинага выступал за следование «пути древности», возвышает японскую литературную традицию над китайской. В его время немногие имели возможность читать старояпонский текст. Многие положения «Кодзикидэ» позже будут приняты во время реставрации Мэйдзи, а его фундаментальный труд до сих пор ценится многими исследователями. Также учёный проводил языковой анализ «Нихон сёки», пытаясь доказать, что заметное в документе влияние китайских идей — результат более поздних дополнений.
Одной из известнейших фигур государственного синтоизма XIX века выступил Хирата Ацутанэ, обладавший глубоким влиянием в среде синтоистских священников. Он стал членом движения после ознакомления с сочинениями Мотоори Норинаги. Ацунатэ учил, что души умерших попадают не в Ёми-но-куни, как говорилось в «Кодзики», а в некий «скрытый мир», которым правит и судит умерших Окунинуси. И поскольку эти души, по убеждению Хираты, влияли на мир людей, необходимо было почитать предков. Он распространял идеи превосходства Японии и синтоизма над прочими государствами и религиями, а также пытался доказать, что все остальные верования произошли от синто. Приверженцы кокугаку желали вернуть японцам дух ранней Японии, привив им традиции поклонения родовым ками, отказ от буддизма, воссоздать Дзингикан, который систематизировал бы поклонение божествам, и установить его центральным органом власти; за воссоздание Дзингикана выступали многие лидеры и сторонники кокугаку, в частности будущий японский политик Ивакура Томоми, разработавший проект работы этого органа. К концу периода Токугава движение имело связи с будущими лидерами реставрации Мэйдзи и схожие идеалы. Кокугаку было особенно популярно в западной Японии. Так, первым регионом, закрепившим синтоистский похоронный обряд в качестве официального, стало княжество Хамада в 1838 году, а за ним последовало княжество Цувано. В них кокугаку было признано официальной идеологией. Представитель историко-философской школы митогаку Аидзава Сэйсисай в своём трактате «Синрон» разработал концепцию кокутай, провозглашающую объединение Японии под властью императора и государственную поддержку синто. Книга сформулировала основные установки, позже принятые создателями государственного синтоизма. Хелен Хардекер называет кокугаку реакцией на конфуцианскую мысль; в частности, сторонники движения отвергали её рационализм и прославляли эмоции, которыми, по их мнению, были наполнены мифы о ками. Причинами роста популярности их идей специалист видит подъём грамотности в Японии, появление частных академий и развитие книгоиздания.
К смерти Хираты в 1843 году движение кокугаку состояло из разобщённых групп под предводительством разных учителей, таких как Нобутомо Бана и Кария Экисая. Хирата являлся частью более древней школы фукко синто (реставрация синто), которая занималась изучением классики в строгом стиле, в то время как его последователи старались быть более актуальны, особенно в общении с сельским народом, который испытывал проблемы. Они агитировали селян помогать бедным и поклоняться местным ками. Такамаса Окуни и Харумити Яно являлись двумя наиболее влиятельными учителями кокугаку Хираты, оба продвигавшие политические идеи. Такамаса пытался бороться с распространением христианства, а Харумити призывал восстановить Дзингикан и отправление синтоистских ритуалов правителем страны (концепция сайсэй итти), таким образом император должен был совмещать в себе и жреческие, и политические функции.

### Государственный синтоизм (конец XIX века — 1945 год)

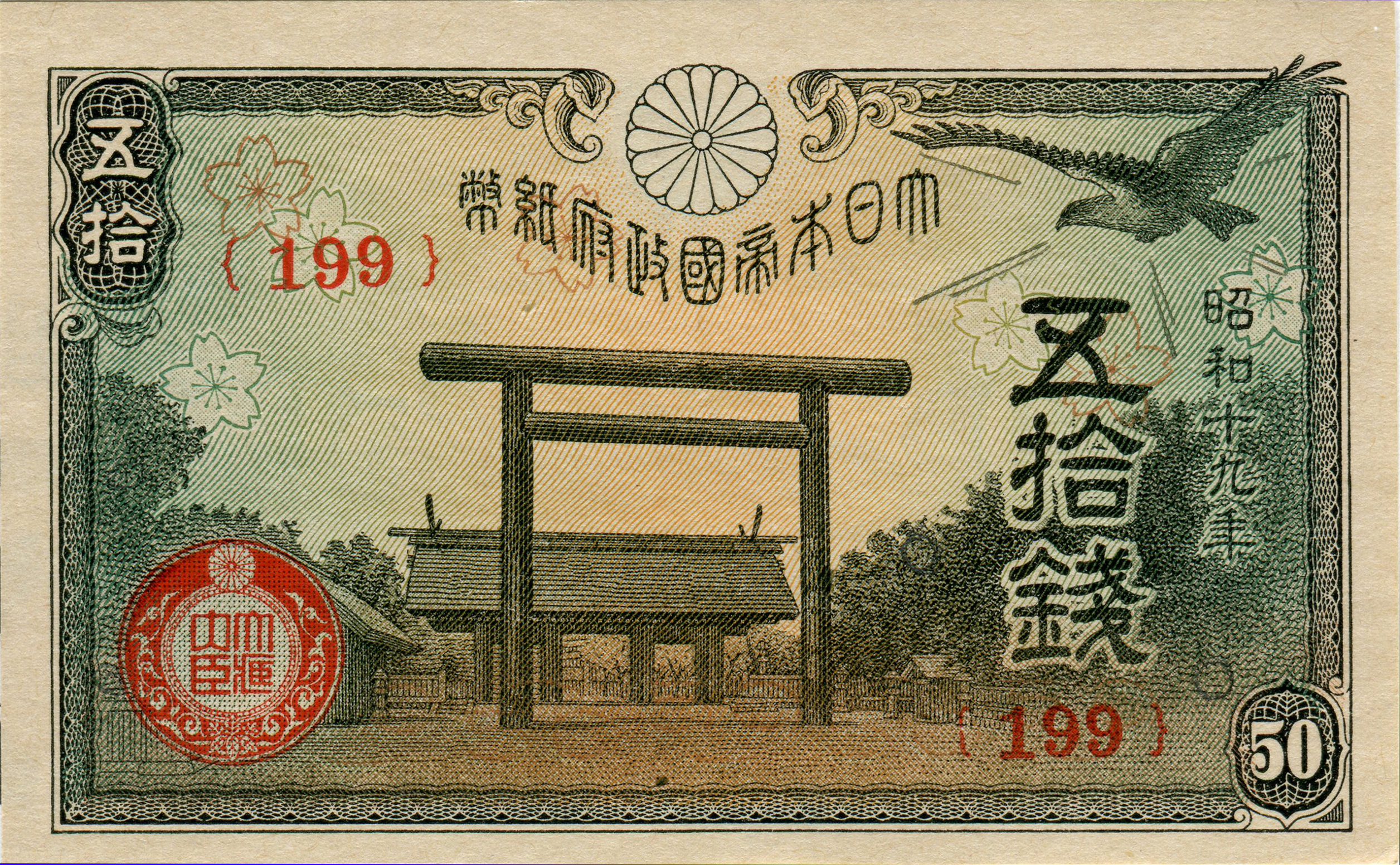
Императорская банкнота 50 сен с изображением храма Ясукуни

Этап в истории синтоизма, длившийся с последней трети XIX века вплоть до капитуляции Японии во Второй мировой войне 1945 года, называется «государственным синтоизмом». В это время синтоизм сильнейшим образом связан с политикой и государственной идеологией, насаждается японцам и формирует представления о японской религии у колонизированных Японской империей народов. А. А. Накорчевский сравнивает стремление государства добиться единства через религию с культом императора в Древнем Риме.

#### Реставрация Мэйдзи
3 января 1868 года японцы, преимущественно самурайского происхождения, выступили против правления Токугавы Ёсинобу, последнего сёгуна. Восставшие провозгласили императором молодого на тот момент Мэйдзи. Между сторонниками сёгуна и императора вспыхнула гражданская война, закончившаяся в 1869 году победой сторонников реставрации Мэйдзи. Цель нового императорского правительства с первых лет — укрепление его власти и авторитета. Для этого размножались и распространялись фотографии императора, организовывались выезды по стране и т. д. Новое правительство издало первый указ, касающийся религии, 13 марта 1868 года. Он провозглашал возвращение Японии к единой древнеяпонской религии. С этого же времени прекратилось какое-либо покровительство буддизму, вследствие чего некоторые буддистские храмы были разграблены. В 1870—1884 годах правительство объявило проведение «Кампании великой промульгации» и создало административный орган из синтоистов, который должен был упорядочить синтоистскую доктрину, ритуалы, регламентировать внешний вид каннуси (священников) и т. д. Организация должна была объединить народ в унифицированном синтоистском учении через сеть проповедников. Её члены видели себя в роли «учителей» и с презрением относились к народному синтоизму. Частью учения было почитание императора и власти. Сеть миссионеров была запущена в ноябре 1869 года. Цели и принципы миссионерской работы были изложены в императорском указе «тайкё» (с яп. — «Великое учение») от 1870 года: миссионер должен был обладать высокими моральными качествами; кроме того, ему запрещалось агрессивно проповедовать учение представителям конфуцианства и буддизма. Попытка правительства объединить народ провалилась: не все люди разделяли и понимали идеи, которым их пытались научить. Доктрину не приняли и синтоистские священники и интеллигенция. После провала «Кампании великой промульгации» занятые ей священники потеряли своё положение в правительстве, а поддержка синтоистских храмов понизилась.
13 марта 1868 правительство Японии постановило возродить Дзингикан, который давно утратил своё значение с момента создания в VIII веке. Его работа была запущена в апреле. Он занял высокое положение и был равен шести министерствам и государственному совету. Один из его первых указов начинал политику симбуцу бунри — разделение ками и будд. Святилищам предписывалось избавиться от всей буддийской символики и от использования буддийской терминологии. В июне 1871 года орган издал указ, реорганизовавший структуру храмов по всей стране. Он национализировал все храмы страны и запретил передачу жреческих полномочий по наследству. В марте 1869 года Мэйдзи впервые посетил храм Исэ, который стал использоваться пропагандой в качестве семейного храма императора, ведь он был храмом Аматэрасу, считавшейся прародительницей императора. Правительство желало изменить репутацию этого святилища как места, где люди ищут спасения от социального беспокойства и надежды на лучшее будущее. Для укрепления императорской власти во время правления Мэйдзи было изменено летоисчисление: теперь оно ведётся по названию периода правления императора (нэнго) и году правления. Император Мэйдзи умер 30 июля 1912 года, это был 45 год Мэйдзи. К тому же началом летоисчисления стало начало правления Дзимму. Под давлением западных стран японское правительство решило провести формальное разделение религии и государства. Для этого синтоистские организации и храмы поделили на государственные (кокка-синто) и конфессиональные — кёха-синто. Активным прозелитизмом было предписано заниматься второй группе, в которую вошли 13 частных организаций, созданных нередко насильственно. Их при этом объявили не религиозными, а идеологическими организациями, формально отделив их деятельность от государственной политики.

#### Закат государственного синтоизма
Из-за провала «Кампании великой промульгации» правительство охладело к синтоизму, сомневаясь, что он настолько важен, чтобы получать широкое финансирование. Итогом стал пересмотр политики финансирования синтоистских святилищ в 1887 году. Деньги, предназначавшиеся для поддержки святилищ на 10 или 15 лет, были доверены храмам, а по истечении этого срока поддержка святилищ должна была прекратиться, если решение не будет впоследствии пересмотрено. Также священники со статусом синкан были понижены до синсёку; этот означало, что каннуси больше не приравнивались к государственным служащим. Священники думали, что перестали быть полезными для государства и опасались остаться без средств к существованию. Это событие впервые в истории синтоизма подтолкнуло священников к объединению с целью восстановления положения их религии в 1880-х и 1890-х годах. В 1884 году священники Кюсю подавали неоднократные групповые обращения к правительству, а в 1889 году они призвали всех каннуси Японии к объединению, чтобы добиться своих целей. Они собрали представителей от каждой префектуры и создали «Национальную ассоциацию синтоистских священников», от лица которой объявили государству о своих взглядах, подавая сотни заявлений. Священство Японии надеялось возродить Дзингикан, однако по их представлениям он должен был отказаться от крайнего прозелитизма и сосредоточиться на стандартизации и проведении ритуалов. Они объявили о своих целях японскому парламенту. Итак, японское правительство создало в 1900 году Департамент по делам святилищ (Дзиндзя кёку) при Министерстве внутренних дел Японии. Он был отстранён от центра власти и не привлекал внимание важных политических деятелей. Синтоисты были разочарованы действиями государства.
В 1906—1912 годах власти вновь обратили внимание на храмы. 44 % святилищ насильно объединили с более крупными, а финансирование оставшихся улучшилось; особенно процветали храмы высшего ранга. Кроме бюджетных средств, важным источников дохода некоторых храмов были средства, пожертвованные императорским двором. В 1890 был основан частный университет Кокугакуин, а в 1903 государственный Когаккан, где готовили священников. С 1910 года их выпускники получили право преподавать в школах.
Богословы эпохи Мэйдзи вели дискуссии о том, стоит ли применять к синтоизму термин «религия»; хотя они и признали, что синтоизм если и является религией, то в состоянии интеллектуального застоя из-за вредного влияния буддизма. Они также склонялись к тому, что он по своей сути был больше, чем только религией, так как синто не имело основателя среди смертных людей, как многие другие религии, и постулировало исключительность Японии ввиду божественности императора и божественного сотворения японского народа. Храмы представлялись им местом выражения патриотизма и должны были посещаться всеми вне зависимости от религиозной принадлежности. Погибшие в японо-китайской (1894—1895) и русско-японской (1905) войнах были захоронены в Ясукуни, что способствовало расширению синтоизма, поскольку многие японцы приезжали в Токио, чтобы почтить своих погибших родственников в этом храме. Синтоизм расширял своё влияние за пределами страны благодаря аннексии Японией Кореи и колонизации Маньчжурии, где активно строились новые храмы. В последние десятилетия эпохи Мэйдзи политиками всё чаще стала распространяться идея о божественном статусе императора, её стали распространять в образовательных учреждениях. Культ бога-императора особенно закрепился в эпохах Тайсё и Сёва. Японцы считались священной нацией и детьми императора. Его семья была примером идеальной японской семьи.

## Послевоенный и современный синтоизм

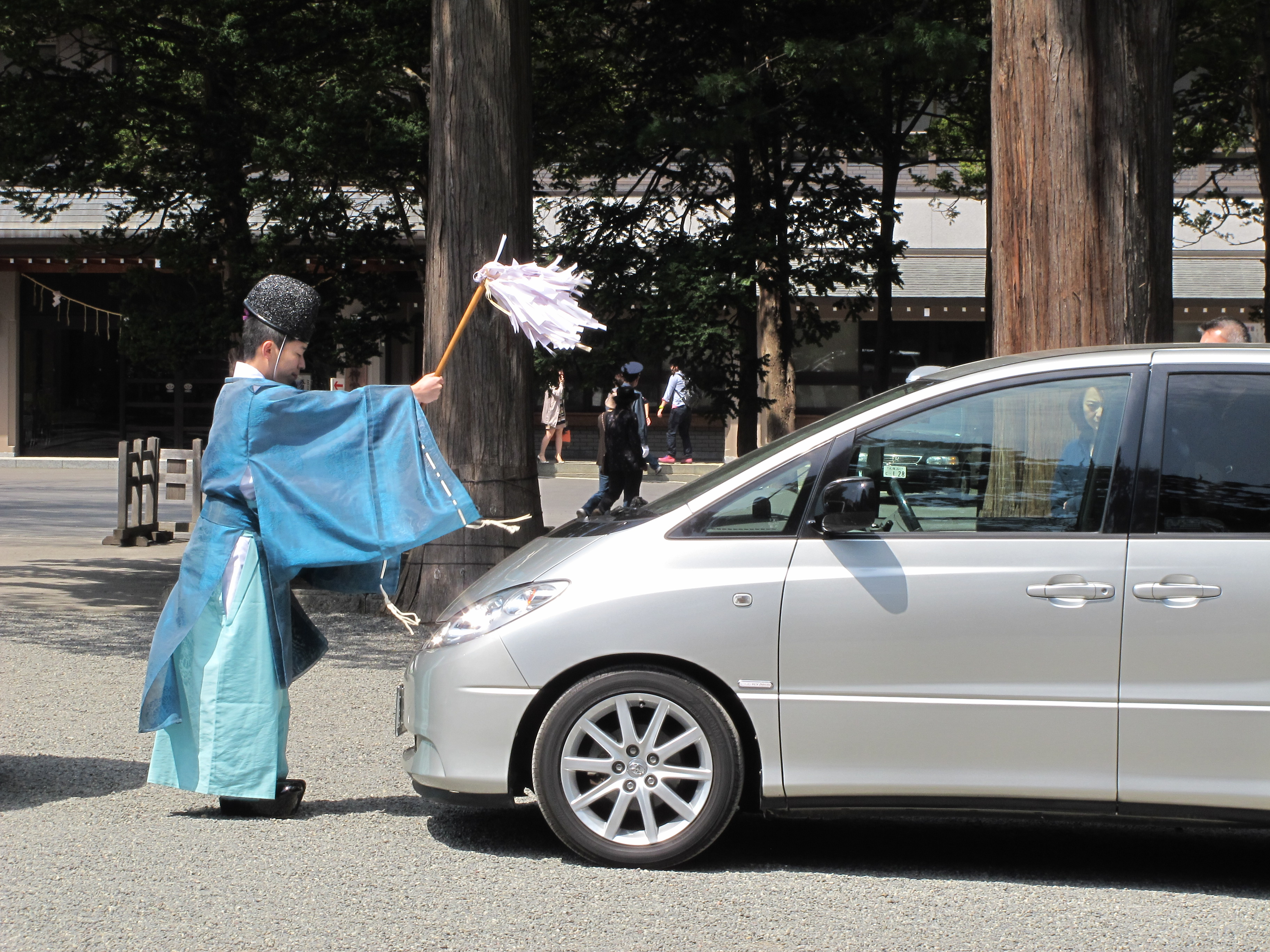
Каннуси освящает автомобиль

Американские политики обсуждали вопрос статуса синтоизма ещё во время войны. В конечном итоге 15 декабря 1945 года была издана директива, которая отделяла религию от государства. Храмы, таким образом, больше не могут пользоваться патронажем со стороны государства, их посещение стало добровольным. Новая Конституция 1947 года также закрепляла светскость японского государства и свободу вероисповедания. Закон о религиозных юридических лицах, принятый в 1951 году, упростил регистрацию и налогообложение для религиозных организаций, вследствие чего в Японии возникло большое количество новых течений, тем или иным образом связывавших себя с исконной японской верой. В императорском указе Нингэн-сэнгэн («Заявление о человеческой природе») от 1 января 1946 император Хирохито заявил, что идея о божественной сущности императора — ложна.
Американский учёный японского происхождения Джозеф Китагава видит в современном синтоизме ряд проблем. Так, у городских жителей Японии нет отождествления себя с каким-либо из синтоистским храмов. Также учёный видит в синтоизме проблемы с формулировкой доктрин религии. Вместо того, чтобы объяснять основы веры, «синто опирается на ритуалы и мифологию». К тому же в синтоизме наблюдается недостаток священнослужителей: на 100 000 храмов насчитывается около 20 000 священнослужителей. Из-за этого у многих японцев отсутствует возможность общаться с работниками храмов. Юкитака Ямамото, чтобы увеличить понимание синтоизма в мире, создавал и распространял видеоматериалы и публикации на иностранных языках, чтобы объяснить основы синтоизма иностранцам. Современный синтоизм сталкивается с демографическими проблемами, связанными со старением населения и низкой рождаемостью, из-за чего доля обеспеченных и молодых прихожан невелика.
В ноябре 1990 года император Акихито провёл синтоистский обряд интронизации Дайдзёсай. «Ассоциация синтоистских храмов» сообщала о важности ритуала как поклонение ками от лица императора, однако не декларировала исключительный статус фигуры императора, как это было ранее. Так или иначе, церемония была оплачена за счёт государственного бюджета. Позже, 25 сентября 1991 года, Верховный суд Токио запретил императору или премьер-министру официальные визиты в храм Ясукуни, поскольку это, по мнению суда, нарушает статью 20 Конституции Японии. В современном японском обществе существует полемика вокруг храма Ясукуни, который был построен для поминовения ками погибших имперских солдат. Храм является популярным как у туристов, так и у японцев, отмечающих там Новый год: в канун праздника в 2009 году храм посетило около 250 000 человек. Священники Ясукуни называют ками солдат «славными духами». Бывший премьер-министр Японии Дзюнъитиро Коидзуми, несмотря на 20 статью Конституции, посещал храм Ясукуни, что было в 2005 году признано решением суда неконституционным.
В 80-х—90-х годах XX века в США и Канаде были основаны два храма, где впервые белые американцы смогли стать священниками, а в 1998 году Ёсимурой Масанори был запущен первый сайт синтоистского святилища, посвящённый Сакура-дзиндзя.
В 2012 году австриец Флориан Вильчко стал первым Японии первым иностранцем-каннуси, исполняя обязанности священника в токийском святилище Конно-Тэммангу.
Большинство современных японцев практикуют элементы как синтоизма, так и буддизма, поэтому на 127 000 000 населения Японии в 2004 году приходилось 106 миллионов синтоистов и 95 миллионов буддистов. Синтоизм преобладает с рождения и в ходе жизни человека, в то время как к ритуалам буддизма обращаются в вопросах смерти, которая для синтоистов является кэгарэ, с которой человек обычно имеет дело всё чаще и чаще в зрелости. Тем не менее опросы общественного мнения, проводимые в Японии с 1995 года, показывают неуклонное повышение негативного восприятия религии во всех возрастных группах. Хардекер видит в этом влияние скандалов, связанных со злоупотреблением религиозными организациями благоприятных налоговых условий.

## Комментарии
1. ↑  Похороны конфуцианского писателя Тодзю Накаэ[англ.] в 1648 году стали одними из первых похорон не по традициям буддизма в период Эдо[31].
2. ↑  Первоначально организация называлась Досикай — «Товарищество синтоистских священников», но была переименована в 1900 году[69].

#### Справочные издания
- Боги, святилища, обряды Японии. Энциклопедия синто / Мещеряков А. Н. — М.: РГГУ, 2010. — 316 с. — (Orientalia et Classica). — ISBN 9785728110873.
- Bocking, Brian. A Popular Dictionary of Shinto (англ.). — Surrey: Curzon Press, 2005. — 211 p. — ISBN 020398627X.
- Huffman, James. Modern Japan: an Encyclopedia of History, Culture, and Nationalism (англ.). — New York: Garland Pub[англ.], 1998. — 316 p. — ISBN 9780815325253.
- Picken, Stuart. Historical dictionary of Shinto (англ.). — Lanham: Scarecrow Press, 2011. — 373 p. — ISBN 9780810873728.